# Kuźma Trubnikow
Kuźma Pietrowicz Trubnikow, ros. Кузьма́ Петро́вич Тру́бников (ur. 15 października?/27 października 1888 we wsi Gatiszcze, powiat Liwny, prowincja Orzeł, zm. 16 stycznia 1974 w Moskwie) – radziecki dowódca wojskowy, generał pułkownik.

## Życiorys
Od 1909 służył w rosyjskiej armii. Brał udział w I wojnie światowej jako sierżant, potem porucznik.
W 1918 wstąpił do Armii Czerwonej. Uczestnik wojny domowej w Rosji jako dowódca plutonu, potem kompanii, batalionu i pułku. W 1927 skończył kurs w Akademii Wojskowej im. Frunzego w Moskwie. W czerwcu 1938 aresztowany przez NKWD w ramach czystek w Armii Czerwonej i do lutego 1940 był więziony. W końcu marca 1940 przywrócony do służby w Armii Czerwonej. Po ataku Niemiec na ZSRR w czerwcu 1941 został dowódcą 258 Dywizji Piechoty w 50 Armii na Froncie Zachodnim. Uczestnik walk odwrotowych pod Orłem, Briańskiem i Tułą. W listopadzie 1941 przeniesiony na dowódcę 217 Dywizji Piechoty w 50 Armii. Za umiejętne dowodzenie podczas obrony Tuły został odznaczony Orderem Czerwonego Sztandaru. Od VI 1942 zastępca dowódcy 16 Armii, a od X 1942 - zastępca dowódcy Frontu Dońskiego. Brał udział w organizowaniu i dowodzeniu wojskami w bitwie pod Stalingradem. W lutym 1943 mianowany zastępcą dowódcy Frontu Centralnego. IV-IX 1943 dowódca 10 Gwardyjskiej Armii. Od września 1944 zastępca dowódcy 1., a wkrótce 2 Frontu Białoruskiego. W maju 1945 wziął udział w Paradzie Zwycięstwa w Moskwie. X 1949-VIII 1950 dowódca Północnej Grupy Wojsk stacjonującej w Polsce. W 1951 przeszedł na emeryturę.

## Odznaczenia[1]
- Order Lenina (dwukrotnie w 1945)
- Order Czerwonego Sztandaru (pięciokrotnie - 1921, 1942, 1943, 1944, 1949)
- Order Kutuzowa I stopnia (1945)
- Order Suworowa II stopnia (1944)
- Order Kutuzowa II stopnia (1943)
- Order Czerwonej Gwiazdy (1938)
- Medal 100-lecia urodzin Lenina
- Medal „Za obronę Moskwy”
- Medal „Za obronę Stalingradu”
- Medal „Za zwycięstwo nad Niemcami w Wielkiej Wojnie Ojczyźnianej 1941–1945”
- Medal „Za zdobycie Królewca”
- Medal „Za wyzwolenie Warszawy”
- Medal jubileuszowy „XX lat Robotniczo-Chłopskiej Armii Czerwonej”
- Medal jubileuszowy „30 lat Armii Radzieckiej i Floty”
- Medal jubileuszowy „40 lat Sił Zbrojnych ZSRR”
- Medal jubileuszowy „50 lat Sił Zbrojnych ZSRR”
- Medal 20 Lat Zwycięstwa w Wielkiej Wojnie Ojczyźnianej
- Medal 800-lecia Moskwy
- Order św. Jerzego I klasy (Rosja)
- Order św. Jerzego II klasy (Rosja)
- Order św. Jerzego III klasy (Rosja)
- Order św. Jerzego IV klasy (Rosja)
- Krzyż Wielki Orderu Virtuti Militari (Polska)
- Order Krzyża Grunwaldu I klasy (Polska)
- Medal za Warszawę 1939-1945 (Polska)
- Medal za Odrę, Nysę, Bałtyk (Polska)
- Medal Zwycięstwa i Wolności 1945 (Polska)